# Rainer Höft
Rainer Höft   (Berlín, 3 d'abril de 1956) fou un jugador d'handbol alemany que va competir sota bandera de la República Democràtica Alemanya durant les dècades de 1970 i 1980.
Amb la selecció de la República Democràtica Alemanya jugà 96 partits, en què marcà 169 gols. El 1978 guanyà la medalla de bronze al Campionat del món d'handbol. El 1980 va prendre part en els Jocs Olímpics de Moscou, on guanyà la medalla d'or en la competició d'handbol. A nivell de clubs jugà al SC Dynamo Berlin.
El 1980 va ser guardonat amb l'Ordre del Mèrit Patriòtic de plata.